# Biserica „Sfântul Arhanghel Mihail” din Troița Nouă
Biserica „Sf. Arhanghel Mihail” este o biserică amplasată în Troița Nouă, raionul Anenii Noi, Republica Moldova. Este un monument arhitectural de importanță națională inclus în Registrul monumentelor Republicii Moldova ocrotite de stat cu nr. 159 (raionul Anenii Noi).